# 서울석장
서울석장은 2020년 2월 20일 서울특별시의 무형문화재 제53호로 지정되었다.

## 지정 사유
서울 지역은 한반도에서 문명과 문화의 탄생지이자 중심지였다고 할 수 있다.
조선의 수도로서 경공장의 석조기술은 고유성과 대표성을 지니며, 한양의 석조문화는 한국의 석조기술 및 조형적 미의식을 대표하는 위치이다.
한양 도읍을 기점으로 축성 및 도성의 석물제작이 필수적이었고, 석장의 기술도 더불어 발전되어 지방 및 다른 나라의 석조문화와 비교되는 창의성 및 다양성을 지닌 것으로 판단된다.
현장 조사를 실시한 결과 석장들의 숙련도와 기술적 완성도는 매우 높으며 전통 기술의 사용과 전통의 재현에 많은 노력을 기울이고 있다.
현장에서 일하는 석장들은 여전히 현장에서 활동하고 있으나 고령이며 그들과 함께 일하는 장인들 역시 고연령이다. 이러한 점을 고려했을 때 석장 전통이 원활하게 지속될 수 있도록 전승활동을 지원해야 할 필요성이 있다.
이에 서울 지역의 문화가 먼 미래 한국의 전통문화가 될 수 있도록 미리미리 토대를 구축하고 대표성을 갖도록 <서울석장>을 서울특별시무형문화재 제53호로 지정하고 석구조장과 석조각장으로 세부종목을 나누고자 한다.

## 참고 문헌
- 서울석장 - 국가유산청 국가유산포털